# Ljubo
Ljubo ist ein südslawischer männlicher Vorname. Er ist eine Koseform von Lubomir. 
Folgende Personen tragen diesen Namen:
- Ljubo Babić (1890–1974), kroatischer Maler
- Ljubo Bavcon (1924–2021), jugoslawischer bzw. slowenischer Rechtswissenschaftler
- Ljubo Benčić (1905–1992), kroatischer und jugoslawischer Fußballspieler
- Ljubo Ćesić Rojs (* 1958), kroatischer General und Politiker
- Ljubo Germič (* 1960), slowenischer Politiker
- Ljubo Jurčić (* 1954), kroatischer Wirtschaftswissenschaftler und ehemaliger kroatischer Wirtschaftsminister
- Ljubo Savić (* 1958), bosnisch-serbischer Militärkommandeur und Politiker
- Ljubo Miličević (* 1981), australischer Fußballspieler
- Ljubo Miloš (1919–1948), kroatischer Konzentrationslagerkommandant im Zweiten Weltkrieg, der wegen Kriegsverbrechen hingerichtet wurde
- Ljubo Vukić (* 1982), kroatischer Handballspieler
- Ljubo Wiesner (1885–1951), kroatischer Dichter